# Diocesi di Vazari
La diocesi di Vazari (in latino Dioecesis Vazaritana) è una sede soppressa e sede titolare della Chiesa cattolica.

## Storia
Le fonti conciliari attestano l'esistenza di due diocesi di Vazari, una in Numidia, non identificata con nessuna località moderna, l'altra in Proconsolare, identificata con la località di Henchir-Bejar presso Bedjar in Tunisia.
Nel concilio cartaginese del 397 il vescovo Epigonio di Bulla Regia, diocesi della provincia di Proconsolare, denunciò il caso del suo collega Giuliano, episcopus Vazaritanus, che consacrò diacono un lettore della sua diocesi. Il concilio decise che, se Giuliano non avesse ammesso il suo errore, sarebbe stato escluso dalla comunione ecclesiastica.
Il nome di Vitaliano, episcopus Vazaritanus, figura al 32º posto nella lista dei vescovi della Numidia convocati a Cartagine dal re vandalo Unerico nel 484; Vitaliano, come tutti gli altri vescovi cattolici africani, fu condannato all'esilio.
Oltre a questi due vescovi, le fonti conciliari attestano l'esistenza di altri due vescovi di Vazari, ma senza ulteriori indicazioni geografiche che permettano di stabilire a quale provincia appartenessero. Alla conferenza di Cartagine del 411, che vide riuniti assieme i vescovi cattolici e donatisti dell'Africa romana, presero parte il cattolico Adeodato e il donatista Calipodio; quest'ultimo, a causa della totale conversione dei suoi fedeli al cattolicesimo, non risiedeva più a Vazari..
Dal 1927 la Santa Sede ha istituito la sede titolare di Vazari, identificata con la diocesi della Proconsolare; dal 17 marzo 2022 il vescovo titolare è Yvan Mathieu, S.M., vescovo ausiliare di Ottawa-Cornwall.

## Cronotassi

### Vescovi di Vazari di Numidia
- Adeodato ? † (prima del 411 - dopo il 416 ?)
  - Calipodio ? † (menzionato nel 411) (vescovo donatista)
- Vitaliano † (menzionato nel 484)

### Vescovi di Vazari di Proconsolare
- Giuliano † (menzionato nel 397)
- Adeodato ? † (prima del 411 - dopo il 416 ?)
  - Calipodio ? † (menzionato nel 411) (vescovo donatista)

### Vescovi titolari di Vazari (di Proconsolare)
- Burkhard Huwiler, M.Afr. † (18 marzo 1929 - 1º ottobre 1954 deceduto)
- Alfredo Poledrini † (27 ottobre 1965 - 23 aprile 1980 deceduto)
- Benito Stanislao Andreotti, O.S.B. † (10 febbraio 1982 - 16 ottobre 2003 deceduto)
- Martín Pablo Pérez Scremini (6 marzo 2004 - 15 marzo 2008 nominato vescovo di Florida)
- Walter Jehowá Heras Segarra, O.F.M. (25 marzo 2009 - 31 ottobre 2019 nominato vescovo di Loja)
- Yvan Mathieu, S.M., dal 17 marzo 2022